# Insenatura di Mason
L'insenatura di Mason è un'insenatura ricoperta di ghiaccio, lunga circa 28 km, in direzione nord-sud, e larga circa 17 km alla bocca, situata sulla costa di Lassiter, nella parte orientale della Terra di Palmer, in Antartide. L'insenatura si estende in particolare da capo Mackintosh, a est, fino alla costa di capo Herdman, a ovest.
All'interno dell'insenatura, le cui acque sono ricoperte dalla piattaforma glaciale Larsen D, si gettano diversi ghiacciai, tra cui il Clowes, il cui flusso va ad alimentare la sopraccitata piattaforma.

## Storia
L'insenatura di Mason è stata scoperta da alcuni membri del Programma Antartico degli Stati Uniti d'America di stanza alla base Est durante una ricognizione aerea svolta nel dicembre 1940; nel 1947 essa è stata poi nuovamente fotografata nel corso della spedizione antartica di ricerca Ronne, i cui membri, assieme a quelli del British Antarctic Survey, allora chiamato Falkland Islands Dependencies Survey (FIDS), la cartografarono poi da terra. L'insenatura è stata poi così battezzata dal FIDS in onore di D. P. Mason, uno degli esploratori dello stesso FIDS che, nel 1947, partecipò alla spedizione su slitta che porto alla mappatura del tratto di costa in cui è sita l'insenatura.